# Elżbieta Ciechanowska
Elżbieta Ciechanowska (ur. 18 listopada 1875 w Bochni, zm. 29 kwietnia 1948 w Krakowie) – polska poetka, pisarka i działaczka społeczna, emancypantka.

## Życiorys
Córka Wiktoryna, inżyniera kolejowego i Florentyny ze Schwarzów. Jej starszymi braćmi byli: Stanisław (1869–1945), anatomopatolog, profesor Uniwersytetu Jagiellońskiego oraz Zygmunt (1873–1966), inżynier mechanik, profesor Politechniki Lwowskiej. Pierwsze lata życia spędziła w Bochni i we Lwowie. W 1883, po śmierci ojca, przeniosła się z matką i rodzeństwem do Krakowa, gdzie zdała maturę. Naukę kontynuowała w Konserwatorium Towarzystwa Muzycznego, kształcąc się w klasie harmonii pod kierunkiem Władysława Żeleńskiego. 
Po uzyskaniu dyplomu podjęła pracę jako urzędniczka pocztowa. Od 1905 należała do Stowarzyszenia Urzędniczek Pocztowych Galicyjskich. Była współinicjatorką powstania Towarzystwa Budowlanego Urzędniczek Pocztowych, a następnie, wraz z Władysławą Habicht i Zofią Kolpy, członkinią pierwszego zarządu spółdzielni. W 1914, po zakończeniu budowy domu Towarzystwa przy ulicy Sołtyka 4, zamieszkała w nim, dzieląc położone na III piętrze mieszkanie nr 26 z Władysławą Habicht. Kobiety mieszkały razem przez kolejne ponad 30 lat, a ich relacja jest współcześnie odczytywana w kontekście bostońskiego małżeństwa.
Poza pracą zawodową i społeczną, Ciechanowska zajmowała się pisaniem poezji i prozy. Większość jej twórczości stanowią fraszki i wierszowane zagadki. W 1928 wydała dramat Antrakt, w 1935 tomik poezji Wiersze niemodne, a w 1938 esej Kilka prostych uwag o Wyspiańskim. Posługiwała się pseudonimami: E.C., E.C. Dulska, E. Cedulska. W zbiorach archiwum Spółdzielni Mieszkaniowej im. Władysławy Habicht zachowały się rękopisy nieopublikowanych fraszek Ciechanowskiej.
Zmarła 29 kwietnia 1948 w wieku 72 lat. Została pochowana w grobowcu rodzinnym na cmentarzu Rakowickim.